# Hohegeiß
Hohegeiss (Hohegeiß en allemand) est un quartier et une station intégrée de la commune allemande de Braunlage, dans l'arrondissement de Goslar, en Basse-Saxe. L'ancienne municipalité autonome a été incorporée en 1972. 

## Géographie
Le quartier est situé dans le parc national du Harz ; son territoire comprend le monument naturel Dicke Tannen, une forêt d'épicéas extraordinaires par leurs dimensions. Hohegeiss se trouve à quelques kilomètres au sud-est du centre-ville de Braunlage, juste à la limite du land de Saxe-Anhalt, l'ancienne frontière interallemande. Le tripoint entre la Basse-Saxe, la Saxe-Anhalt et la Thuringe est à 3,3 km au sud-est.
La Bundesstraße 4 traverse le quartier en direction nord-sud. Deux embranchements mènent à Zorge à l'ouest et à Benneckenstein à l'est.

## Histoire
Le nom du lieu est dérivé de Hogeyz, le nom d'une zone forestière qui est mentionnée pour la première fois un 1268. Une chapelle primitive a été bâtie sur l'endroit à l'instigation des moines cisterciens de l'abbaye de Walkenried en 1444. Autour de la maison de Dieu, une petite colonie vit le jour, évoquée comme Hohegeist en 1573. 

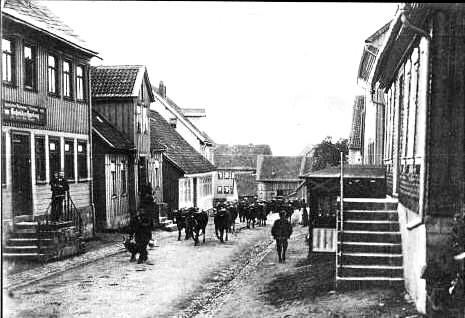
Hohegeiss vers 1900.

À partir de 1731, le domaine était la possession des comtes de Blankenburg sous la suzeraineté de la principauté de Brunswick-Wolfenbüttel. Faisant partie du département du Harz au sein du royaume de Westphalie pendant les guerres napoléoniennes, Hohegeiss revint au duché de Brunswick selon les résolutions du congrès de Vienne en 1815.
Après Seconde Guerre mondiale, la frontière de la zone d'occupation soviétique puis de la République démocratique allemande (RDA) est fixée à proximité immédiate de l'est de la localité. Le 1er août 1963, Helmut Kleinert, âgé de 23 ans, est tué dans une tentative d'évasion à la frontière intérieure de l'Allemagne, à la périphérie de Hohegeiss, par des tirs provenant des troupes frontalières (Grenztruppen) de la RDA.
En juillet 1972, Hohegeiß fusionne avec Braunlage.

## Personnalités liées à la localité
- Fred Denger (1920-1983), écrivain et scénariste, mort à Hohegeiss ;
- Karlheinz Schreiber (né en 1934), industriel, lobbyiste et trafiquant d'armes, a grandi à Hohegeiss.

## Source, notes et références
- (de) Cet article est partiellement ou en totalité issu de l’article de Wikipédia en allemand intitulé « Hohegeiß » (voir la liste des auteurs).